# Villers-Canivet
Villers-Canivet település Franciaországban, Calvados megyében. Lakosainak száma 725 fő (2022. január 1.). Villers-Canivet Bons-Tassilly, Leffard, Martigny-sur-l’Ante, Noron-l’Abbaye, Saint-Pierre-Canivet, Soulangy és Ussy községekkel határos.

## Népesség
A település népessége az elmúlt években az alábbi módon változott:
| Lakosok száma | 460  | 476  | 502  | 667  | 766  | 812  | 771  | 740  | 740  | 725  |
|               | 1968 | 1982 | 1990 | 2006 | 2013 | 2015 | 2017 | 2019 | 2020 | 2022 |